# Sítájfutás

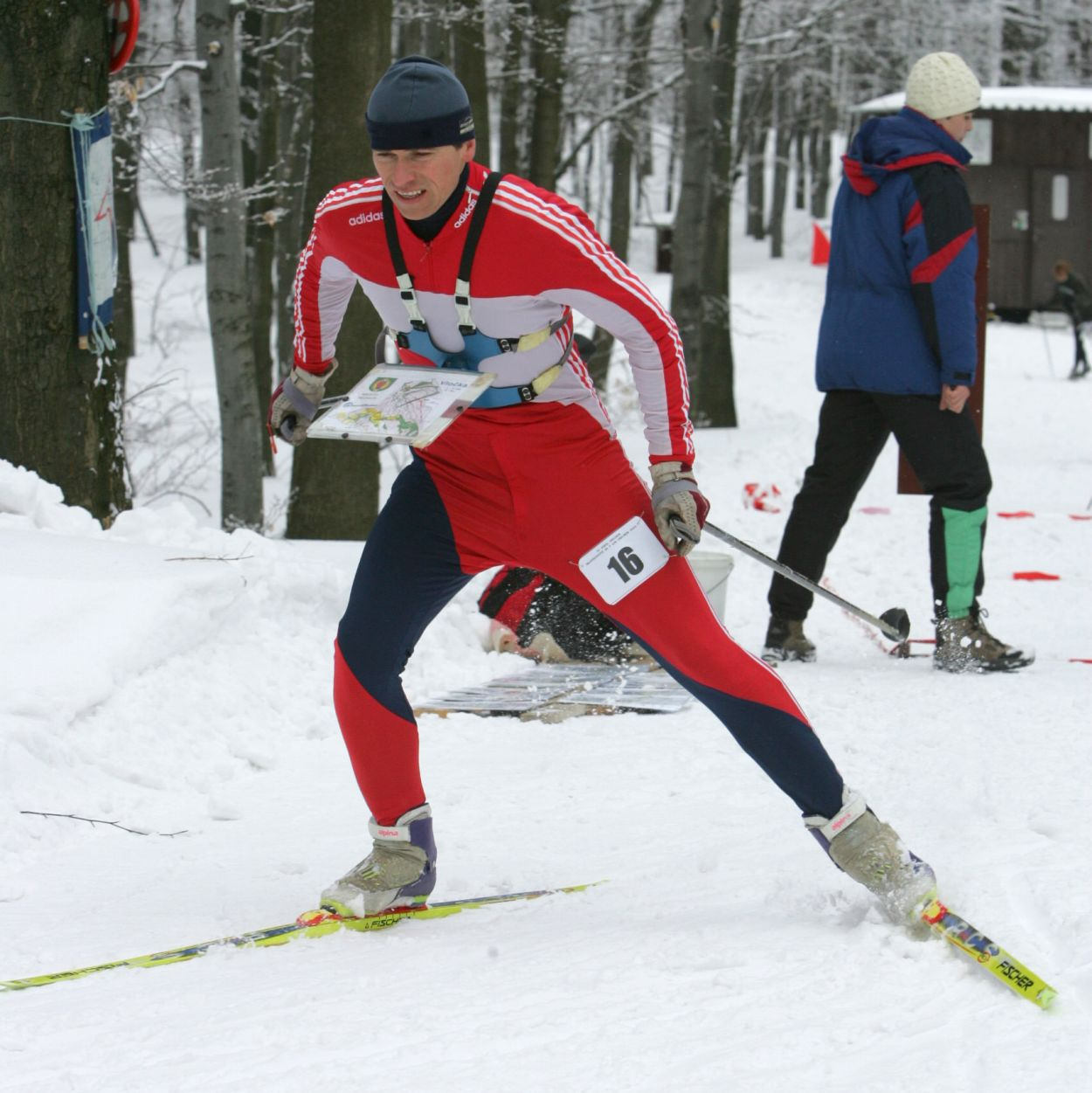
Sítájfutó

A sítájfutás a sífutás és a tájfutás technikai elemeiből álló sportág. Az első versenyeket Skandináviában rendezték, egy, az 1887-es évben rendezett svéd verseny adatai ismertek. Ekkoriban a versenytáv a 150-180 km-t is elérte, és a versenyzők erőfeszítése is hosszabb volt 24 óránál. 
A sífutás stílusában nincs megkötés, nevezhetjük szabad stílusnak, ami alapvetően a korcsolyázó technikát jelenti. A klasszikus „páros botos” technika is szerepet kap, ha az előkészített sínyomok keskenyek, és nem teszik lehetővé a korcsolyázást. Ez a felsőtest és a karok nagyobb erőkifejtését követeli.
A tájékozódás a hagyományos tájfutás tájékozódási feladatát foglalja magában, hasonlóan a  tájkerékpárnál alkalmazottnak, ahol a hagyományos térképeket felülnyomják a síutak, illetve kerékpárutak jelöléseivel. A sítájfutóverseny nagyrészt (~95%) előkészített sínyomokon zajlik, hiszen a mezőny elejének és végének azonos feltételeket kell biztosítani. A versenyzőknek lehetőségük van elhagyni az utakat, és a szűzhavas szakaszokon átvágni.
A sínyomok változatosak, a sítájfutótérkép (amelynek méretaránya is nagyobb, mint hagyományos tájfutótérképé) 3+1 félét különböztet meg:
- Széles ratraknyom (jele: folytonos, zöld vonal). Használata evidens, itt lehet a leggyorsabban haladni.

- Hószánnyom (jele: szaggatott, zöld vonal). A sítájfutás legjellegzetesebb vonása. Az ilyen nyomok szélessége 100-150 cm körül van. Aránya nagyon változó, durvább helyeken 80-90% is lehet, humánus rendezők esetén azonban pont ellenkezőleg: lehet mindössze 10-20%.

- Gyalognyom (jele: pöttyözött, zöld vonal). Alig 1-5%-át teszi ki egy egészséges sítájfutó pályának.

- Nagyon széles ratraknyom (folytonos, zöld vonallal van jelölve, csak vastagabbal), amely a nagyon széles (> 5m) sínyomot jelöli.

## VB-statisztika
(részletesebb adatok a: Sítájfutó-világbajnokság lapon)
| Világbajnokság | ország/helyszín                | Világbajnok férfiak                                                                               | Világbajnok nők                                                                                                  | Világbajnok váltó                      |
| -------------- | ------------------------------ | ------------------------------------------------------------------------------------------------- | --- | -------------------------------------- |
| SKI-WOC 1975   | Finnország Hyvinkää            | Olavi Svanberg FIN                                                                                | Sinikka Kukkonen FIN                                                                                             | Finnország (Férfiak & Nők)             |
| SKI-WOC 1977   | Bulgária Velingrad             | Örjan Svahn SWE                                                                                   | Marianne Bogestedt SWE                                                                                           | Svédország (Férfiak) Finnország (Nők)  |
| SKI-WOC 1980   | Svédország Avesta              | Pertti Tikka FIN                                                                                  | Mirja Puhakka FIN                                                                                                | Svédország (Férfiak) Finnország (Nők)  |
| SKI-WOC 1982   | Ausztria Aigen/Ennstal         | Olavi Svanberg FIN                                                                                | Arja Hannus SWE                                                                                                  | Svédország (Férfiak & Nők)             |
| SKI-WOC 1984   | Olaszország Lavarone           | Anssi Juutilainen FIN                                                                             | Mirja Puhakka FIN                                                                                                | Svédország (Férfiak & Nők)             |
| SKI-WOC 1986   | Bulgária Batak                 | Claes Berglund SWE                                                                                | Ragnhild Bratberg NOR                                                                                            | Norvégia (Férfiak & Nők)               |
| SKI-WOC 1988   | Finnország Kuopio              | Anssi Juutilainen FIN Hannu Koponen FIN (Rövidtáv)                                                | Virpi Juutilainen FIN Ragnhild Bratberg NOR (Rövidtáv)                                                           | Finnország (Férfiak & Nők)             |
| SKI-WOC 1990   | Svédország Skellefteå          | Anders Björkman SWE Anssi Juutilainen FIN (Rövidtáv)                                              | Ragnhild Bratberg NOR Ragnhild Bratberg NOR (Rövidtáv)                                                           | Svédország (Férfiak) Finnország (Nők)  |
| SKI-WOC 1992   | Franciaország Chapelle de Bois | Vidar Benjaminsen NOR Vidar Benjaminsen NOR (Rövidtáv)                                            | Annika Zell SWE Arja Hannus SWE (Rövidtáv)                                                                       | Finnország (Férfiak) Svédország (Nők)  |
| SKI-WOC 1994   | Olaszország Val di Non         | Nicolo Corradini ITA Ivan Kuzmin RUS & Nicolo Corradini ITA (Rövidtáv)                            | Pepa Milusheva BUL Virpi Juutilainen FIN (Rövidtáv)                                                              | Norvégia (Férfiak) Svédország (Nők)    |
| SKI-WOC 1996   | Norvégia Lillehammer           | Nicolo Corradini ITA Björn Lans SWE (Rövidtáv)                                                    | Annika Zell SWE Arja Nuolioja FIN (Rövidtáv)                                                                     | Svédország (Férfiak & Nők)             |
| SKI-WOC 1998   | Ausztria Windischgarsten       | Victor Korchagin RUS Raino Pesu FIN (Rövidtáv)                                                    | Liisa Anttila FIN Annika Zell SWE (Rövidtáv)                                                                     | Oroszország (Férfiak) Finnország (Nők) |
| SKI-WOC 2000   | Oroszország Krasznojarszk      | Vlagyiszlav Kormcsikov RUS Nicolo Corradini ITA (Rövidtáv)                                        | Arja Hannus SWE Tatyána Vlaszova RUS (Rövidtáv)                                                                  | Oroszország (Férfiak) Finnország (Nők) |
| SKI-WOC 2002   | Bulgária Borovec               | Matti Keskinarkaus FIN (Hosszútáv) Eduard Hrenyikov RUS (Középtáv) Andrej Gruzgyev RUS (Rövidtáv) | Lena Hasselström SWE (Hosszútáv) Stina Grenholm SWE (Középtáv) Lena Hasselström SWE (Rövidtáv)                   | Oroszország (Férfiak & Nők)            |
| SKI-WOC 2004   | Svédország Åsarna/Östersund    | Eduard Hrenyikov RUS (Hosszútáv) Tomas Löfgren SWE (Középtáv) Andrej Gruzgyev RUS (Rövidtáv)      | Stine Hjermstad Kirkevik NOR (Hosszútáv) Stine Hjermstad Kirkevik NOR (Középtáv) Tatyána Vlaszova RUS (Rövidtáv) | Oroszország (Férfiak) Finnország (Nők) |
| SKI-WOC 2005   | Finnország Levi                | Eduard Hrenyikov RUS (Hosszútáv) Ruszlán Gricsan RUS (Középtáv) Matti Keskinarkaus FIN (Rövidtáv) | Tatyána Vlaszova RUS (Hosszútáv) Tatyána Vlaszova RUS (Középtáv) Stine Hjermstad-Kirkevik NOR (Rövidtáv)         | Oroszország (Férfiak) Norvégia (Nők)   |
| SKI-WOC 2007   | Oroszország Moszkva            | Eduard Hrenyikov RUS (Hosszútáv) Eduard Hrenyikov RUS (Középtáv) Eduard Hrenyikov RUS (Rövidtáv)  | Tatyána Vlaszova RUS (Hosszútáv) Tatyána Vlaszova RUS (Középtáv) Tatyána Vlaszova RUS (Rövidtáv)                 | Oroszország (Férfiak & Nők)            |
| SKI-WOC 2009   | Japán Rusutsu                  | Andrej Lamov RUS (Hosszútáv) Olli-Markus Taivainen FIN (Középtáv) Andrej Lamov RUS (Rövidtáv)     | Anasztázia Kravcsenko RUS (Hosszútáv) Hannele Tonna FIN (Középtáv) Tatyána Vlaszova RUS (Rövidtáv)               | Finnország (Férfiak) Svédország (Nők)  |